# 鲍勃·哈伯德
罗伯特·塞西尔·哈伯德（英語：Robert Cecil Hubbard，1922年12月27日—2011年8月27日），美国NBA联盟前职业篮球运动员。